# اپوتیکت
اپوتیکت (انگلیسی: Apoteket) شرکت دولتی داروسازی سوئدی است، که در سال ۱۹۷۰ تأسیس شد.